# Абиш, Самат Сатыбалдыулы
Самат Сатыбалдыулы Абиш (каз. Самат Сатыбалдыұлы Әбіш; род. 20 августа 1978, пос. Энергетический,Илийский район, Алматинская область, Казахская ССР, СССР) — бывший казахстанский государственный деятель и сотрудник органов государственной безопасности Казахстана, осуждённый в 2024 году по статье о превышении власти. Племянник Нурсултана Назарбаева.

## Биография
Самат Сатыбалдыулы Абиш родился 20 августа 1978 года в посёлке Энергетический Алматинской области Казахской ССР в семье Сатыбалды Абишевича Назарбаева, младшего брата первого президента Казахстана. Происходит из рода шапрашты Старшего жуза. Взял фамилию в честь деда — Абиша Назарбаева. Старший брат — Кайрат Сатыбалдыулы.
В 2000 году окончил Академию Комитета национальной безопасности Республики Казахстан. В 2002 году академию Службы внешней разведки Российской Федерации.

### Семья
- Отец: Сатыбалды Абишевич Назарбаев (1947—1981) - брат  Нурсултана Назарбаева. Погиб в автокатастрофе.
- Мать: Светлана Мырзахметовна Назарбаева - учитель.
- Брат:  Кайрат Сатыбалдыулы - казахстанский бизнесмен и политик, осуждённый за коррупционные преступления[2].
- Жена: Аида Алматбеккызы Назарбаева
- Дети: Абиш Амина Саматкызы, Абиш Жамиля Саматкызы.[3][4]

### Государственная служба
С 2000 по 2006 годы проходил службу на должностях офицерского состава в органах Комитета национальной безопасности Республики Казахстан.
С 2006 по 2008 года — заместитель Председателя, Председатель Комитета регистрационной службы Министерства юстиции Республики Казахстан.
С октября 2008 по январь 2010 года — ответственный секретарь Министерства юстиции Республики Казахстан.
С января 2010 по ноябрь 2011 года — начальник департамента кадров Комитета национальной безопасности.
С ноября 2011 по март 2013 года — начальник департамента Комитета национальной безопасности по городу Астане.
С марта 2013 по 25 декабря 2015 года — заместитель Председателя Комитета национальной безопасности Республики Казахстан.
С 25 декабря 2015 года — первый заместитель Председателя Комитета национальной безопасности Республики Казахстан.

### Увольнение с государственной службы и осуждение за превышение власти
В январе 2022 года после массовых протестов в Казахстане появились сообщения о его отстранении и задержании, как родственника Назарбаева, но они потом не подтвердились. Турецкое издание Türkiye называло Самата Абиша организатором массовых беспорядков в Алма-Ате. 17 января 2022 года Абиш был освобождён от занимаемой должности первого заместителя председателя КНБ.
19 марта 2024 года стало известно, что Самат Абиш в ходе закрытого от публики судебного процесса был признан виновным по статье о превышении власти (статья 362 часть 4 Уголовного кодекса Казахстана), приговорён к восьми годам лишения свободы с лишением права занимать определённые должности сроком на 10 лет, но данное наказание было назначено судом условным. Смягчающими обстоятельствами суд признал наличие малолетних детей у подсудимого и его чистосердечное раскаяние. 20 марта 2024 года министр внутренних дел Ержан Саденов сообщил журналистам, что Абиш сейчас находится на пробационном контроле. Ряд СМИ заявили также, что Абиша лишили звания генерала и государственных наград. По мнению ряда экспертов — Досыма Сатпаева, Евгения Жовтиса и других, мягкий приговор одному из участников январских событий 2022 года может быть связан с закулисными договорённостями между президентом Казахстана Токаевым и экс-президентом Назарбаевым.

## Лишение наград и звания по приговору суда
Приговором межрайонного суда по уголовным делам Астаны Самат Абиш лишён специального звания и ранее вручённых государственных наград:
- Орден «Данк» II степени
- Генерал-лейтенант национальной безопасности Республики Казахстан (6 мая 2017 года)[17][18]
- Медаль «Ерен Еңбегі үшін» («За трудовое отличие») (19 декабря 2007 года)[19]
- Медаль «Щит национальной безопасности» (ІІ, ІІІ степени)
- Медаль «За безупречную службу» (Казахстан) (ІІ, ІІІ степени)
- Медаль «10 лет Астане» (2008)
- Медаль «25 лет независимости Республики Казахстан»]] (2016)
- Юбилейная медаль «25 лет Комитету национальной безопасности Республики Казахстан» (2017 года) и др.